# Risto Hyvärinen

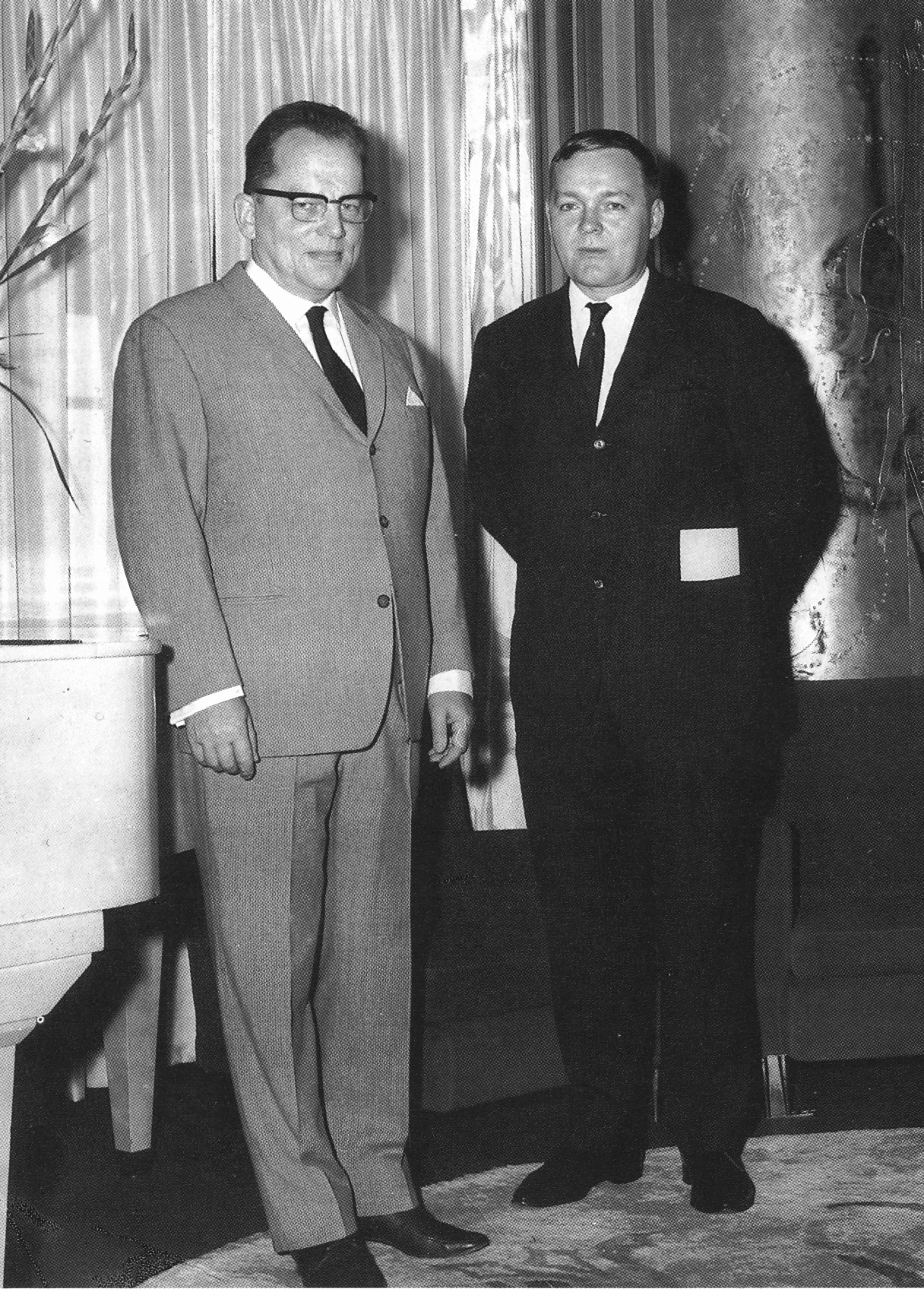
Ahti Karjalainen och Risto Hyvärinen (1967).

Risto Ilmari Antero Hyvärinen, född 23 april 1926 i Kuopio, död 8 mars 2018 i Esbo, var en finländsk diplomat. 
Hyvärinen blev student 1945, utexaminerades från Sjökrigsskolan 1948, blev politices kandidat och magister 1950, politices licentiat 1953 och politices doktor i Helsingfors 1958. Efter en militär karriär 1948–1965, under vilken han avancerade till major, gick han över till den diplomatiska banan. Som chef för utrikesministeriets politiska avdelning 1967–1972 försvarade han målmedvetet och orubbligt Finlands intressen gentemot Sovjetunionen och var för detta ändamål angelägen att installera Max Jakobson som Förenta nationernas generalsekreterare. Han tjänstgjorde senare på flera viktiga ambassadörsposter, i Belgrad 1972–1974, New Delhi 1979–1984, Peking 1984–1989 och i Budapest 1989–1992. Åren 1974–1978 var han biträdande generalsekreterare vid Förenta nationerna. Han utgav memoarverket Virkamiehiä, viekkautta ja vakoilua (2000) och Katse itään (tillsammans med Jaana Pukkila, 2009) som handlar om Asien.